# Milly

Milly este o comună în departamentul Manche, Franța. În 1 ianuarie 2018 avea o populație de 329 de locuitori.